# Stenolebias
Stenolebias là một chi cá trong họ Aplocheilidae thuộc bộ cá chép răng, sau này được phân loại là một chi cá trong họ Rivulidae. Những loài cá Killi tương đối hiếm này là loài đặc hữu của vùng nước theo mùa ở Pantanal ở Brazil. Chúng là những con cá nhỏ, dài tới 4 cm (1.6 in)

## Các loài
Hiện hành có 02 loài cá được ghi nhận trong chi này:
- Stenolebias bellus W. J. E. M. Costa, 1995
- Stenolebias damascenoi (W. J. E. M. Costa, 1991)